# آرتور کوتز (بازیکن فوتبال)
آرتور کوتز (انگلیسی: Arthur Coates; ۱۰ اوت ۱۸۸۲ – ۱۳ مارس ۱۹۵۵) بازیکن فوتبال اهل بریتانیا بود.
از باشگاه‌هایی که در آن بازی کرده‌است می‌توان به باشگاه فوتبال اکستر سیتی اشاره کرد.